# Jag ska bli utlänning
Jag ska bli utlänning var en dokumentär följetong om Göteborgarna som blev utlänningar i Belgien då Volvo flyttade sin verksamhet dit.
Serien sändes i Sveriges Television i 12 avsnitt onsdagskvällar 20:30 - 21:00 under 1998.
I TV-tablåerna beskrevs programmet som följer:
SVT1 1998-01-07
Del 1. Först flyttade chefen.
Att flytta till Belgien eller stanna kvar i Göteborg som arbetslös är valet för Stig-Uno och hans arbetskamrater på Volvo Pentas lager när Volvo flyttar verksamheten till Gent. Stig-Uno har aldrig varit i Belgien. Hans fru Martha har sett bilder från Bryssel på Melodifestivalen.
SVT1 1998-01-14
Del 2. Besök i Belgien.
Stig-Uno och hans arbetskamrater på Volvo Pentas lager i Göteborg har fått veta att deras arbetsplats flyttas till Belgien. De ställs inför valet att bli arbetslösa eller att emigrera. Nu blir det gruppresa till Gent, därefter ska de bestämma om de kan tänka sig att bli belgare.
SVT1 1998-01-21
Del 3. Fruarna testas.
Stig-Uno och hans arbetskamrater på Volvo Pentas lager i Göteborg har fått besked om att deras arbetsplats flyttas till Belgien. Han har beslutat sig för att emigrera för att få behålla jobbet för det har sagts att också hans arbetslösa fru kan få jobb på lagret. Så enkelt är det dock inte. Först måste fruarna testas.
SVT1 1998-01-28
Del 4. Glädje och sorg.
Stig-Uno och hans arbetskamrater på Volvo Pentas lager i Göteborg har fått besked om att deras arbetsplats flyttas till Gent. Han har beslutat sig för att emigrera för att få behålla jobbet om också hans fru Martha kan få jobb. Martha och några andra fruar har testats. Nu ska de få besked. Ett positivt svar kommer att förändra deras liv totalt.
SVT1 1998-02-04
Del 5. I det nya landet.
Stig-Uno Bergman har beslutat sig för att emigrera till Belgien för att få behålla jobbet när hans arbetsplats flyttar från Göteborg till Gent. Nu börjar det nya livet som belgare. Hur ska det gå med språket, den nya lägenheten och jobbet på lagret. Producent: Birgitta Svensson
SVT1 1998-02-11
Del 6. Det lider mot Jul.
Stig-Uno och Martha börjar vänja sig vid livet i Belgien. Men det är mycket man inte förstår. Varför strejkar de på jobbet? I Sverige förbereder sig de gamla arbetskamraterna på arbetslöshet utom några modiga som också bestämt sig för att flytta.
SVT1 1998-02-18
Del 7. Nytt år. Nya svenskar.
Stig-Uno Bergman upplever sin första jul som nybliven belgare.
Nu kommer också resten av Volvo Penta-arbetarna som valt att emigrera.
Bergmans skrämmer upp de nya med skräckhistorier från jobbet och Camilla, 21-årig discotjej, förstår att här kan man inte göra jobbet halvsovande som i Sverige.
SVT1 1998-02-25
Del 8. Heta känslor.
Svenskarna kämpar vidare på lagret i Gent. Camilla guidas i Bryssels nattliv av manliga arbetskamrater. I svenskkolonin umgås man med varandra och inom gruppen uppstår ett nytt kärlekspar...
SVT1 1998-03-04
Del 9. Första varningen.
Det är tufft för svenskarna på lagret i Gent. Den som inte klarar 100 % av arbetsbetinget får muntlig varning, skriftlig varning och därefter sparken. Martha tröstar de sina med tango på synten.
SVT1 1998-03-11
Del 10. Röda fanor.
Stig-Uno och hans arbetskamrater demonstrerar i Bryssel tillsammans med 100.000 europeiska arbetare. Slagorden är obegripliga och ena stunden är man klädd i rött, andra i grönt. På jobbet är belgarna inte glada över svenskarnas prestationer...
SVT1 1998-03-18
Del 11. Torleif och Anady.
Torleif kommer till Göteborg för att hämta med sig Anady till Gent. Det är dags för förlovning... Lillasyster Nancy fäller en tår för hon kommer att bli ensam kvar i det gamla landet.
SVT1 1998-03-25
Del 12: Livet går vidare.
Ena stunden bröllop och glädje, andra stunden krismöte hos personalchefen. Vår serie slutar men livet går vidare.

## Medverkande
- dokumentärfilmaren Birgitta_Svensson